# 金門日佔時期
金門日佔時期，又稱金門日據時期，民間稱日本手時期，主要是指1937年10月26日日本出兵進攻金門開始:20，到1945年10月3日金門縣縣長葉維奏與國民革命軍登陸金門島為止的這段時間:40。
在日軍佔領時期，日本在金門設置了「金門行政公署」作為管理機構，名義上直屬於廈門特別市，由中華民國（汪精衛政權）管轄，但受控於兴亚院:24。而金門的主要物產，特別是烟草、食鹽、鸦片等專賣事業的籌設與運銷體系，則受到臺灣總督府專賣局支配與管轄:24。

## 金門戰役
根據日本防衛研究所典藏的「戰前陸海軍檔案」中的「金門島攻略作戰」，日軍攻佔金門的目的是為了封鎖廈門，並取得進攻廈門的停泊基地:21。日方負責這項軍事任務的是「南支部隊第二監視部隊」的中央部隊指揮官，投入的部隊則是中央部隊與妙高號重巡洋艦派來的海軍陸戰隊，另外前線指揮官由天龍號輕巡洋艦的艦長擔任:21。而另一方面，當時金門島上有中華民國的廣東軍二連和保安隊二連，共4個連隊:21。
1937年10月20日，日本司令部與臺灣軍商議金門的攻擊行動:21。10月24日金門島對外交通斷絕，往來金廈之間的金星輪停開，有日軍軍艦6、7艘停在金門城外，並企圖以小汽艇登陸，被同安渡頭壯丁隊擊退:126:43。此外為調查金門島附近的水路，天龍艦搭載的內火艇駛近金門後浦，金門沿岸守備用小銃向日軍射擊:21。10月25日，日本「南支部隊第二監視部隊」中央部隊發布作戰命令，這日日軍飛機在金門上空盤旋偵查，金門縣長鄺漢避難到瓊林，另外據說已有廣東軍30多人逃走:21:126:43。
10月26日上5點起，日軍軍艦龍田號、松風號開始掩護射擊，6:30日本海軍陸戰隊從金門島西南海岸登陸，未遭遇抵抗:21。陸戰隊在後浦執行掃蕩任務時，也未遭抵抗，但射殺了一名義勇軍:21。另外有金門部分居民從瓊林、沙美往大磴、同安、廈門等地逃難:44。10月27日，金門島全島大致底定，作戰本部挺進平林:21。
10月28日，日軍第一大隊掃蕩金門島東部，妙高中隊攻擊烈嶼，第五驅逐隊掩護對烈嶼的作戰:21。10:55，日軍登陸烈嶼，春風和朝風陸戰隊砲擊白石頭砲臺守兵:21。16:30春風陸戰隊回艦，20:30結束金門島跟烈嶼的掃蕩與佔領行動:21。此外為了控制金門，此日日方成立了「後浦地方治安維持會」、「自警團」等組織:44。
10月29日，陸戰隊總部遷到後浦，在龍田砲術長指揮下，留下240名軍兵在金門島上守備，其餘回到所屬軍艦:22。在此同時，因為不少金門人流亡到禾山、馬巷等地，金門人黃肖巖等人在這一天於廈門設立了難民救濟會:44。
而在日軍控制金門後，臺灣軍方面策畫設立特務機構，相關人員在11月2日自基隆港出發:22。但臺灣軍的策劃遭第三艦隊（出雲艦隊）司令官反對，而後臺灣軍向陆军省要求調整策略，但海軍方面只同意設立臨時性機關，且要求臺灣軍不可再派人到金門:22。

## 反攻與抗日行動
1939年4月，福建南安成立了「復土救鄉團」，受福建省政府調查室節制，參與者多為金門人:22、23:127。4月23日中華民國國軍曾進攻官澳，日軍則由南支航空隊的山縣正鄉指揮官應戰，結果日軍掃盪了金門東北部殘存的國軍，日方8人死亡，中方30人死亡:22。

## 日軍撤離
1945年5月15日，因戰況對日本逐漸不利，金門島上的日軍強徵騾馬300多匹，並帶飼主300多人搬運輜重，用帆船到海澄麥坑登陸，之後往潮汕方向突圍:129。被強徵的人馬沿途多有死亡，直到日本投降後，倖存者才陸續回到金門:129。該年10月3日，金門縣縣長葉維奏在軍隊護送下登陸金門島，之後在10月10日舉行「本縣重光暨抗戰勝利暨國慶紀念大會」:40。

## 紀念
- 西園抗日紀念碑：紀念西園事件的犧牲者，設立於1997年9月30日[4]:47。
- 日軍強徵金門馬伕殉難紀念碑：位於同安渡頭，是由石雕家張國根所雕刻，以金門當地產出的花崗岩雕成[5]。用以紀念1945年金門日軍離開金門時遭到強徵的人伕騾馬[5]。